# Petrophile antecedens
Petrophile antecedens är en tvåhjärtbladig växtart som beskrevs av Hislop & Rye. Petrophile antecedens ingår i släktet Petrophile och familjen Proteaceae. Inga underarter finns listade i Catalogue of Life.